# Igor Bartenjev
Igor Bartenjev, slovenski zdravnik, * 9. februar 1960, Ljubljana.
Je lastnik in strokovni vodja zasebne zdravstvene ustanove Dermatologija Bartenjev ter izredni profesor na Medicinski fakulteti Univerze v Ljubljani.

## Življenjepis
Obiskoval je osnovno šolo Vič, nadaljeval je na gimnaziji Vič ter po vzoru svojega očeta študiral na Fakulteti za medicino Univerze v Ljubljani.
Danes živi z ženo Andrejo Bartenjev v Murglah v Ljubljani.